# Partialintegration
Partialintegration eller partiell integration är ett sätt att analytiskt lösa integraler vars integrand är en produkt av två funktioner.
Det går att föreställa sig regeln som en integralversion av produktregeln för differentiering.
Om u = u(x) och du = u′(x) dx och 
v = v(x) och dv = v′(x) dx, då anger satsen om partiell integration att
{\displaystyle {\begin{aligned}\int _{a}^{b}u(x)v'(x)\,dx&\ =\ {\Big [}u(x)v(x){\Big ]}_{a}^{b}-\int _{a}^{b}u'(x)v(x)\,dx\\&\ =\ u(b)v(b)-u(a)v(a)-\int _{a}^{b}u'(x)v(x)\,dx\end{aligned}}}
eller mera kompakt
{\displaystyle \int u\,dv\ =\ uv-\int v\,du}

## Bevis

### Produkt av två funktioner
Satsen kan härledas enligt: för två kontinuerligt differentierbara funktioner u(x) och v(x), innebär produktregeln att
{\displaystyle {\Big (}u(x)v(x){\Big )}'\ =\ u'(x)v(x)+u(x)v'(x)}
Integrering av båda sidor med avseende på x,
{\displaystyle \int {\Big (}u(x)v(x){\Big )}'\,dx\ =\ \int u'(x)v(x)\,dx+\int u(x)v'(x)\,dx,}
och antagandet att en  obestämd integral är en antiderivata eller primitiv funktion ger
{\displaystyle u(x)v(x)\ =\ \int u'(x)v(x)\,dx+\int u(x)v'(x)\,dx,}
där vi låter bli att skriva ut integrationskonstanten. Detta ger formeln för partiell integration som
{\displaystyle \int u(x)v'(x)\,dx\ =\ u(x)v(x)-\int u'(x)v(x)\,dx,}
eller, i termer av differentialer av två funktioner 
{\displaystyle \ du=u'(x)\,dx,\ \ dv=v'(x)\,dx,\quad }
{\displaystyle \int u(x)\,dv\ =\ u(x)v(x)-\int v(x)\,du.}
Detta skall förstås som en likhet mellan funktioner med en ospecificerad konstant adderad till varje sida som svarar mot de två värdena x = a och x = b.

### Produkt av många funktioner
Integrering med produktregeln för u(x), v(x), w(x), ger ett liknande resultat:
{\displaystyle \int _{a}^{b}uv\,dw\ =\ {\Big [}uvw{\Big ]}_{a}^{b}-\int _{a}^{b}uw\,dv-\int _{a}^{b}vw\,du.}
Generellt, för n faktorer
{\displaystyle \left(\prod _{i=1}^{n}u_{i}(x)\right)'\ =\ \sum _{j=1}^{n}u_{j}'(x)\prod _{i\neq j}^{n}u_{i}(x),}
vilket leder till
{\displaystyle \left[\prod _{i=1}^{n}u_{i}(x)\right]_{a}^{b}\ =\ \sum _{j=1}^{n}\int _{a}^{b}u_{j}'(x)\prod _{i\neq j}^{n}u_{i}(x)}

## Tillämpningar
Vissa integraler är analytiskt lösbara endast genom partiell integration. Exempel på sådana integraler är de med integrander som har formen p(x)f(x), där p(x) är ett godtyckligt polynom och f(x) är en exponentialfunktion eller trigonometrisk funktion. För dessa kan polynomen elimineras genom upprepad partiell integration.
Exempel:
{\displaystyle \int x\cos(x)\,dx=}
{\displaystyle x\sin(x)-\int \sin(x)\,dx=}
{\displaystyle x\sin(x)+\cos(x)+C}
En vanlig metod när en integrand har en obekant primitiv funktion, är att låta integranden bestå av funktionen '1' (Den osynliga ettan) multiplicerad med den ursprungliga integranden (vars derivata antas vara känd). Ett exempel på metoden är beräkning av logaritmfunktionens integral:
{\displaystyle \int \ln x\,dx=\int 1\cdot \ln x\,dx=\int {\frac {d}{dx}}(x)\cdot \ln x\,dx=x\ln x-\int x{\frac {d}{dx}}(\ln x)\,dx=}
{\displaystyle x\ln x-\int x\cdot {\frac {1}{x}}\,dx=x\ln x-x+C}